# 麻菀属
麻菀属（学名：Crinitaria）是菊科下的一个属。该属共有5种，分布于欧洲和亚洲。